# Park-Bio

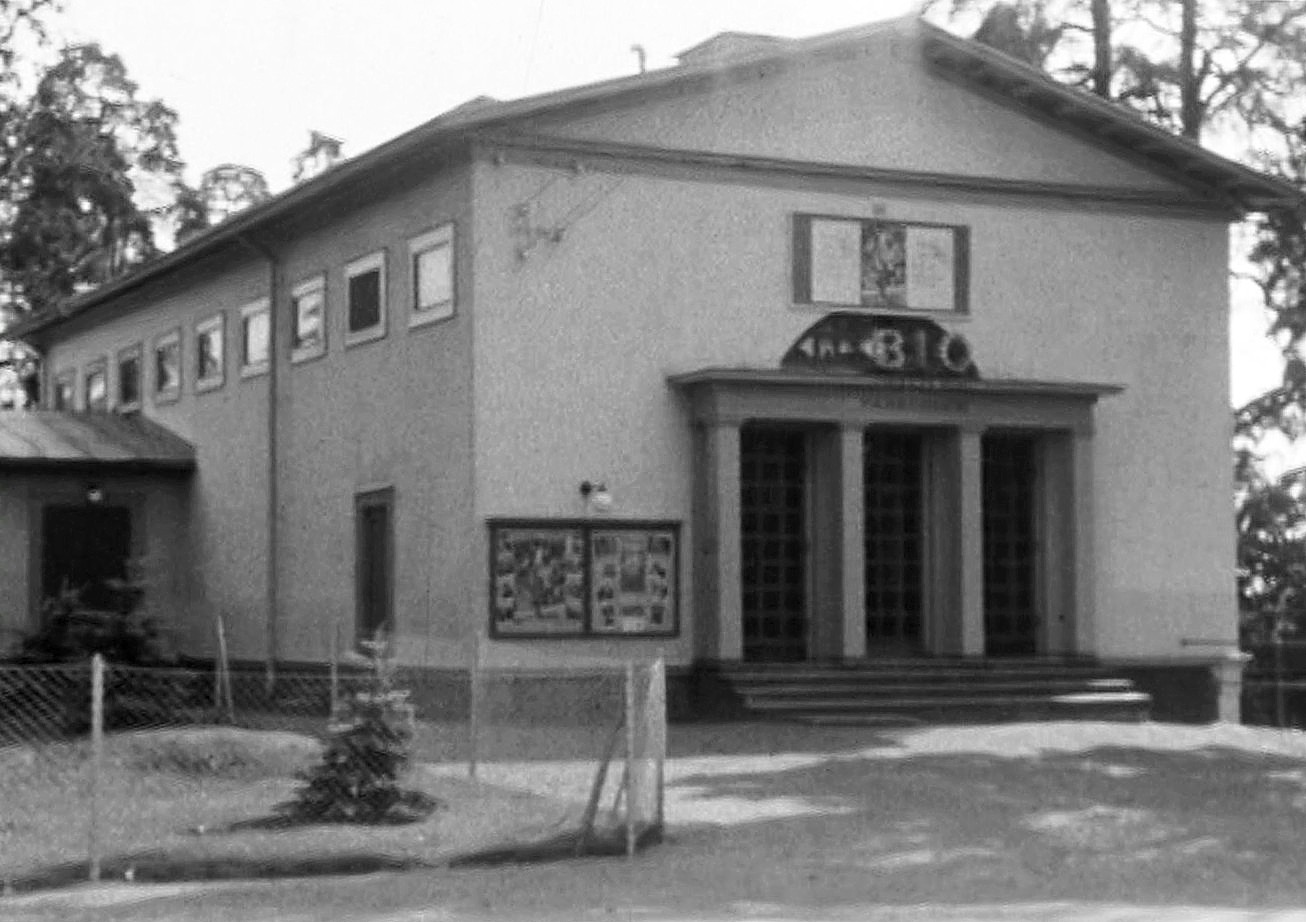
Parkbiografen 1937.

Park-Bio (Örby Folkets hus) var en biograf vid Götalandsvägen 181 i stadsdelen Örby slott i Stockholms kommun. Byggnaden invigdes 1928 och biografverksamheten upphörde 1968. Lokalerna inrymmer numera olika samlingssalar och grupprum.

## Historik

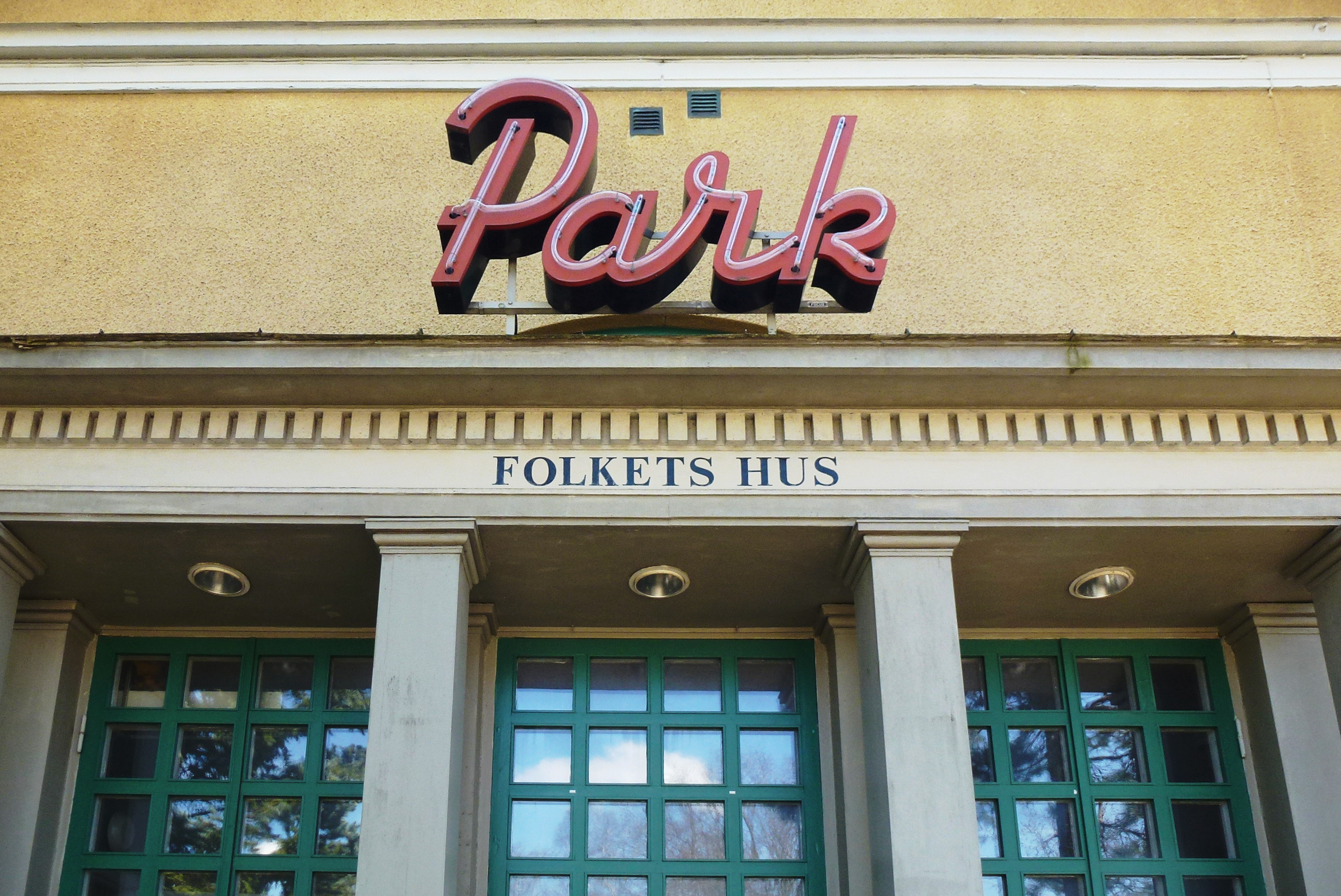
Park - Folkets hus, 2013.

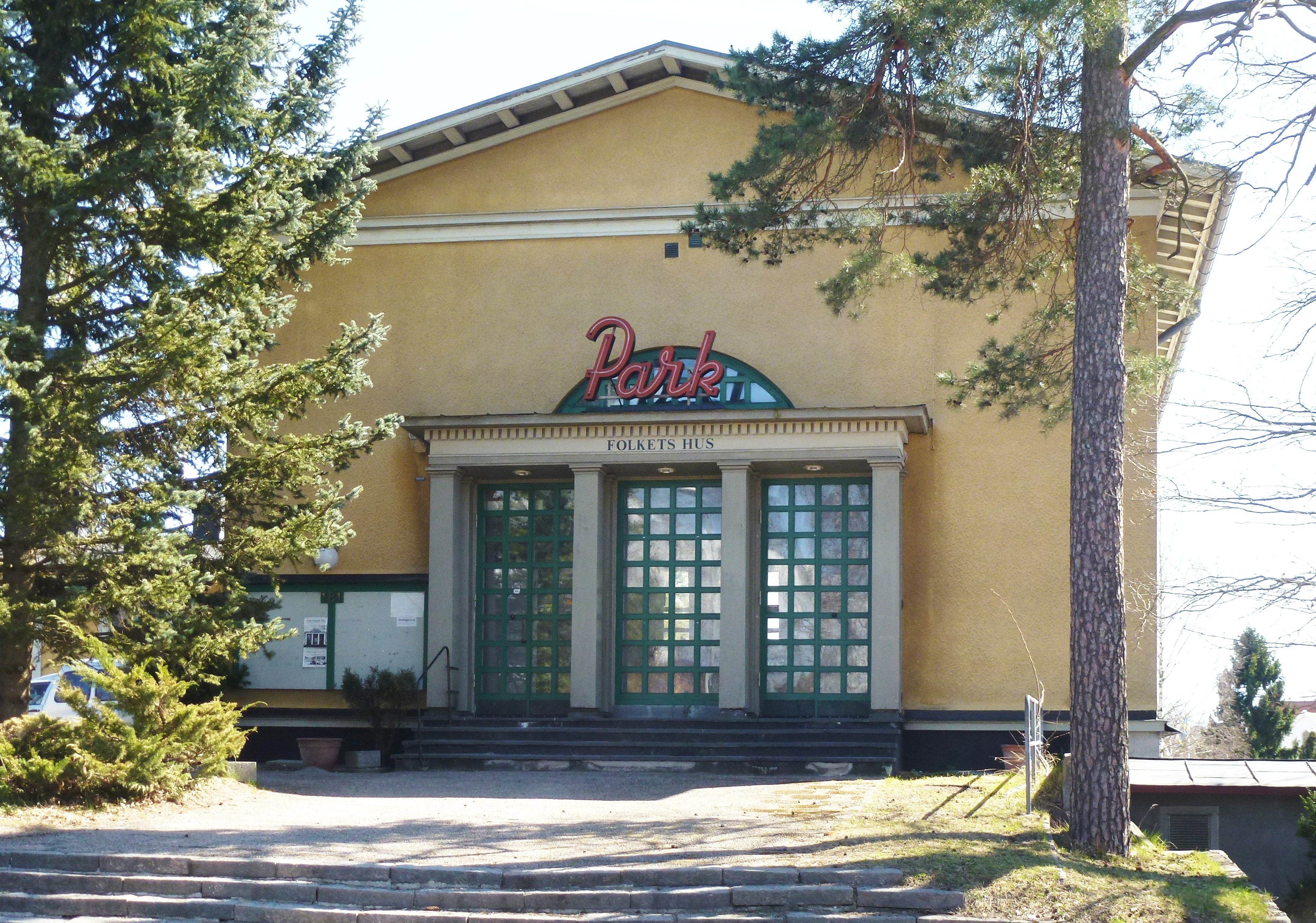
Park – Folkets hus i maj 2013.

När stadsdelen Örby slott började anläggas i slutet av 1920-talet lät Byggnadsföreningen Älvsjö med omnejd uppföra en byggnad med biograf- och folkets hus-verksamhet vid Götalandsvägen 181. Bygget påbörjades 1927 efter ritningar av arkitekterna Eskil Sundahl och Dag Ribbing på KFAI. Huset gestaltades i tjugotalsklassicismens stilriktning med en hög, perlarprydd entré-portal i gaveln mot gatan. Stilen är ovanlig eftersom Sundahl, chefsarkitekt på KFAI, blev mera känd för sin funkisarkitektur. Park-Bion representerar således en övergångsfas i Sundahls och Ribbings verksamhet (jämför Fullersta bio som uppfördes 1932-1933 i Huddinge kommun).
Örby Folkets hus inrymde utöver biograf även en livsmedelsbutik som drevs av Konsum, men lades ner 1970. Biografen, som fungerade även som samlingssal, hade 256 platser. Filmvisningar skedde till en början tre gånger per vecka och senare veckans alla dagar. Verksamheten lades ner den 26 maj 1968. Biografens namn ”Park” lyser fortfarande över entrén och påminner om den tidigare verksamheten.